# Zamek w Amboise
Zamek w Amboise (fr. Château d’Amboise) – zamek w miejscowości Amboise we Francji, w Regionie Centralnym, w departamencie Indre i Loara. Zaliczany do zamków nad Loarą.

## Historia
- III - IV wiek - Merowingowie wznoszą niewielki fort będący zaczątkiem zamku.
- ok. 1030 - hrabia andegaweński Fulko III Czarny rozkazuje zbudować kolegiatę Św. Florentyny (uległa zniszczeniu w XIX wieku).
- 1434 - Karol VII Walezjusz, król Francji, skonfiskował fortecę należącą wówczas do Ludwika d’Amboise i polecił ją rozbudować. Rozbudowa prowadzona była od roku 1492 w stylu późnogotyckim, następnie w stylu renesansowym.
- po 1461 - Ludwik XI zleca budowę południowego skrzydła zamku.
- 1470 - Karol VIII, urodzony w Amboise zleca wybudowanie dwóch wież : Tour de Minimes i Tour Hurtault.
- po 1498 - w zamku zamieszkuje Ludwika Sabaudzka, kuzynka Karola VIII wraz z dziećmi: Franciszkiem d'Angoulěme i Małgorzatą. W tym okresie kontynuowane były prace w Tour Hurtlault i powiększone zostały ogrody.
- 1530 - rodzina królewska opuszcza zamek w Amboise.
- 1560 - tumult w Amboise, czyli nieudana próba zamachu stanu zorganizowana przez Ludwika de Condé.
- XVII wiek - Ludwik XIII przekształca zamek w więzienie.
- Napoleon I ofiarowuje zamek Pierre'owi Rogerowi Ducos.
- 1806–1810 - wyburzenie części zamku przez Pierre’a Rogera Ducosa ze względu na zbyt wysokie koszty utrzymania zamku.
- 1821 - powrót zamku do rodziny królewskiej. Król Ludwik Filip I zleca adaptacje zamku na letnią rezydencję.
- koniec XIX wieku - pierwsze prace renowacyjne prowadzone przez Monuments Historiques.